# E.T.A. Hoffmann
Ernst Theodor Amadeus Hoffmann (født 24. januar 1776 i Königsberg, død 25. juni 1822) var en tysk forfatter, jurist, embedsmand, komponist, maler, musikkritiker, teaterleder m.m.. Mellemnavnet Amadeus tog han, fordi han nærede stor beundring for Mozart.

## Levned
Hoffmann fødtes i en embedsmandsfamilie i Königsberg i Østpreussen. Hans forældre blev skilt da han var to år, og han flyttede med sin mor til sin mormors hus, hvor også moderens ugifte søstre stadig boede.
I skolen stiftede Hoffmann et livslangt venskab med sin klassekammerat Theodor Gottlieb von Hippel, som livet igennem hjalp i vanskelige stunder. Hoffmann forvildede sig tit ud i situationer, hvor han havde brug for støtte og penge, og så var Hippel villig til at yde hjælpen. Han var også til stede ved Hoffmanns dødsleje.
Hoffmann voksede op i et miljø, der var præget af den såkaldte Sturm und Drang. 1700-tallets rationalisme var ovre, og de store romantiske følelser var på vej ind. Litteraturen skulle begejstre og røre, ikke længere kun opdrage. 
Men i første omgang måtte han fortsætte familietraditionen og studere jura for at blive embedsmand. Samtidig begyndte han at skrive, tegne og undervise i musik. En af hans elever var den ni år ældre Dora Hatt, der levede i et ulykkeligt ægteskab og havde fem børn. Hende blev Hoffmann forelsket i. På Hippels råd rejste Hoffmann væk fra Königsberg og fuldendte i 1800 sit jurastudium i Berlin med topkarakter. Samme år blev han Gerichtsassessor i Posen, og der giftede han sig i 1802 med Maria Thekla Michalina Rorer-Trzynska. 
 Ved karnevallet omdelte maskerede personer karikaturer af byens og egnens ledende personer og militære chefer. De "skyldige" blev ikke fundet, men øvrigheden var ikke i tvivl om, at der stod en gruppe unge embedsmænd bag narrestregerne, bl.a. Hoffmann, som havde talent for den slags. Som straf blev han, som havde håbet på forfremmelse til Berlin, forflyttet mod øst til den lille by Płock.

## De kunstneriske år
Årene i Płock og senere i Warszawa blev en tilskyndelse til at hellige sig komposition. Han skrev nogle syngespil og en symfoni i Es-dur og engagerede sig i det lokale musikliv. Bl.a. grundlagde han det „Musikalische Gesellschaft", som både skulle arrangere koncerter og sørge for uddannelse af musikere, 
Tiden i Warszawa blev brat afbrudt, da de franske tropper i Napoleonskrigene erobrede Preussen og Polen. Embedsmændene kunne vælge mellem at underkaste sig Napoleon eller blive afskediget. Hoffmann benyttede chancen til at forsøge sig som fuldtidskunstner og rejste til Berlin, men hans arbejder vakte ikke genklang, og i efteråret 1808 måtte han lade sig engagere som teaterdirektør i Bamberg. Han var nu fuldstændig uden midler, og Hippel måtte sende ham penge.
Men engagementet i Bamberg var ikke nogen succes. Ifølge den lokale presse var han en dårlig dirigent, sangerne sang falsk og den musik, han også skulle levere, faldt ikke i publikums smag, så han måtte hurtig forlade sin post. Han blev musikanmelder for Allgemeinen musikalischen Zeitung i Leipzig og samtidig begyndte han at udgive sine fortællinger. 
Fra 1810 var han igen ansat ved teateret i Bamberg. Denne gang som dramaturg og teatermaler. Men igen kom en ubelejlig forelskelse i vejen, og Hoffmann måtte fortrække til en stilling som musikdirektør for et operaselskab i Leipzig. 
Efter Napoleons endelige nederlag i 1814 genindtrådte han i den preussiske embedsstand ved en domstol, dog uden fast løn. Imens steg hans ry som forfatter. Mange af hans værker blev gedigne succeser. Hans finansielle status blev forbedret kraftigt ved hans populære småhistorier til diverse samleværker. I de år fik han opført en opera, Undine, på Nationaltheater i Berlin.
I 1816 blev han Kammergerichtsrat med fast løn, men han fortsatte med at søge stillinger som kapelmester og musikdirektør, dog uden held.

## De sidste år
Det politiske klima i Preussen var afkølet, og der blev slået hårdt ned på demonstrationer og oprørske tendenser. I 1819 blev der nedsat en "Immediat-Untersuchungskommission zur Ermittlung hochverräterischer Verbindungen und anderer gefährlicher Umtriebe" (udredning af sager om højforræderi..) og Hoffmann blev indsat som medlem.
Kommissionen kom imidlertid til den konklusion, at de fleste mistænkte var anholdt og anklaget på helt utilstrækkeligt grundlag. Det var ikke et resultat, regeringen havde regnet med, for den ønskede skærpelser. Samtidig havde Hoffmann inspireret af en af de anklagede skrevet en satirisk fortælling, der gjorde grin med hans foresatte. Det blev opdaget, og han kom selv under anklage for statsfjendtlig virksomhed. Hans ven Hippel greb ind og fik sagen sat i bero, men Hoffmann var i mellemtiden blevet syg med partielle lammelser, og hans tilstand forværredes hurtigt og han døde d. 25. juni 1822.

## Eftermæle
Hoffmann var en multibegavelse, med et skarpt blik for verdens tilstand.
Ausgezeichnet
Im Amte
Als Dichter
Als Tonkünstler
Als Maler
som står på hans gravsten. 
Mange af tidens forfattere og kulturpersonligheder fandt ham ustabil og irriterende og mente, at hans arbejder stort set var uden værdi. Men andre og eftertiden har vurderet anderledes. Forfattere som H. C. Andersen, Heinrich Heine, Honoré de Balzac, George Sand, Victor Hugo, Charles Baudelaire, Guy de Maupassant, Aleksandr Pusjkin, Dostojevskij og Edgar Allan Poe er inspireret af hans fortællinger. Tjajkovskij skrev et af sine mest elskede værker balletten Nøddeknækkeren efter Hoffmanns historie Nußknacker und Mausekönig. Léo Delibes ballet 
Coppélia er skrevet efter Der Sandmann, Jacques Offenbach skrev sin opera Hoffmanns Eventyr inspireret af Hoffmanns liv og fortællinger og Robert Schumann skrev sine klaverstykker Kreisleriana efter Hoffmanns samling af samme navn.